# Матіас О'Ніль
Матіас О'Ніль (ісп. Matias O'Neille; нар. 21 січня 1978) — колишній аргентинський тенісист.
Найвищу одиночну позицію світового рейтингу — 416 місце досяг 16 жовтня 2000, парну — 401 місце — 22 березня 2004 року.

## Титули Челленджер/Ф'ючерс
| Легенда            |
| ------------------ |
| ATP Челленджер (1) |
| ITF Ф'ючерс (3)    |

### Парний розряд
| Ранг | Дата     | Турнір                     | Рівень     | Покриття | Партнер          | Суперники                                  | Рахунок          |
| ---- | -------- | -------------------------- | ---------- | -------- | ---------------- | ------------------------------------------ | ---------------- |
| 1.   | Гру 2000 | Чилі F9, Сантьяго          | Ф'ючерс    | Ґрунт    | Патрісіо Руді    | Мартін Вассальйо Аргуельйо Дієґо Веронельї | 6–4, 1–0 ret.    |
| 2.   | Жов 2001 | Парагвай F1, Асунсьйон     | Ф'ючерс    | Ґрунт    | Дієго Гартфілд   | Себастьян Декуд Себастьян Уріарте          | 6–3, 4–6, 7–6(7) |
| 1.   | Лип 2003 | Trani Cup, Трані, Італія   | Челленджер | Ґрунт    | Маріано Дельфіно | Леонардо Аццаро Гергей Кішдєрдь            | 6–3, 6–3         |
| 3.   | Сер 2005 | Аргентина F8, Буенос-Айрес | Ф'ючерс    | Ґрунт    | Еміліано Редонді | Леандро Мігані Орасіо Себальйос            | 6–2, 6–1         |